# Piràmide de Sekhemkhet
La piràmide de Sekhemkhet (també anomenada piràmide enterrada) és una piràmide esglaonada inacabada, construïda pels volts del 2645 aC per Sekhemkhet Djoserty. El faraó va ser el segon de la tercera dinastia de l'antic Egipte, va viure més o menys durant els anys 2686-2613 aC i, en general, es col·loca al començament del Regne antic d'Egipte. Molts historiadors creuen que la tercera dinastia va tenir un paper important en la transició del període tinita vers l'era de les piràmides.
La piràmide es pot visitar, però al públic no se li permet l'accés a la base i a les subestructures.
Sekhemkhet Djoserty també va ser el successor del més conegut faraó Djoser, que va ser enterrat en la seva famosa piràmide esglaonada a Saqqara. La piràmide enterrada va ser modelada inicialment seguint el disseny de la piràmide esglaonada de Djoser i se'n troba a uns centenars de metres al sud-oest. També es pot argumentar que la piràmide de Sekhemkhet va ser dissenyada originàriament per superar la piràmide escalonada de Djoser, però amb prou feines ho va fer per sobre del nivell del sòl i, per tant, se li va donar el nom de piràmide enterrada. Es creu que va quedar inacabada a causa del curt regnat de Sekhemkhet com a governant, que fou de sis anys aproximadament.

## Història arqueològica

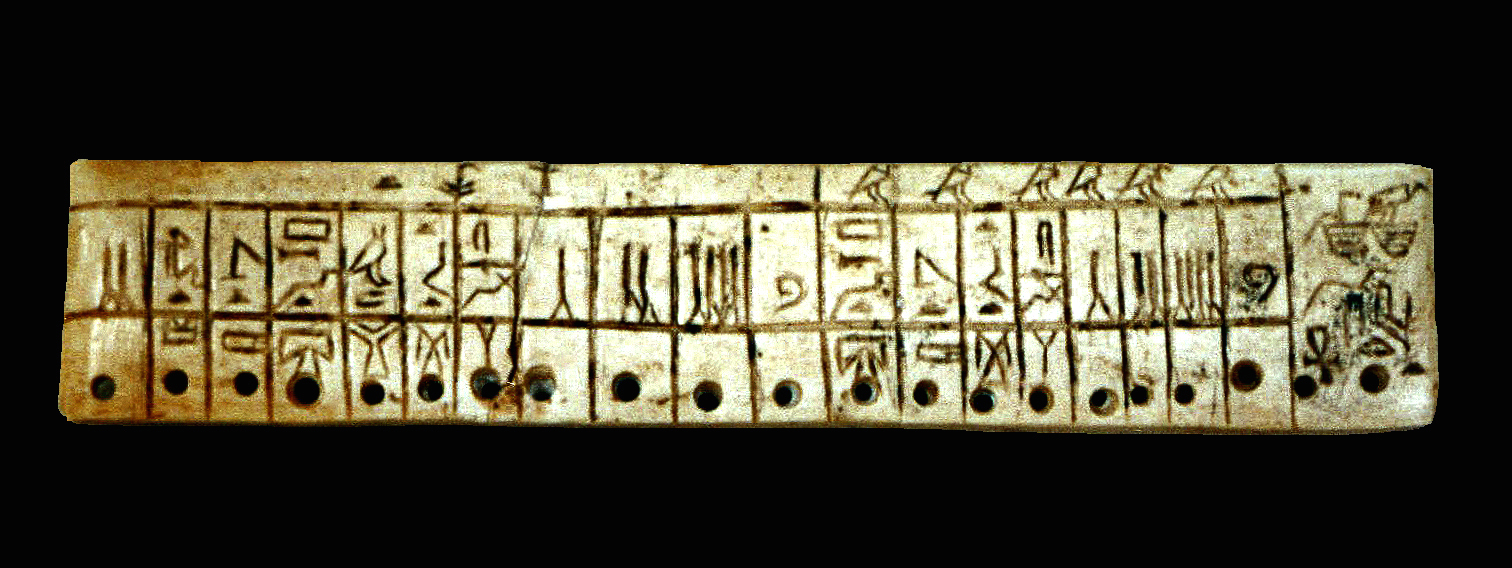
Placa d'ivori trobada el 1955 per Z. Goneim al terra de la sala principal de la piràmide i que porta el nom de Nebty Djeserty i una llista de teixits de lli

La piràmide enterrada restà com un complex desconegut fins que, el 1951, l'egiptòleg Zakaria Goneim notà una forma estranyament rectangular al desert mentre excavava en el proper complex d'Unas. Va descobrir al principi una part del mur exterior (un mur de tancament), fet amb blocs de pedra tallada amb sortints o pilastres rectangulars que formaven un dibuix com de cremallera, i quan va acabar d'excavar fins al fons, es va trobar que el mur feia 5,18 m d'alt i 18,28 m de gruix. Més tard, Goneim va descobrir que la paret arribava a banda i banda a unes dimensions de 518 m en l'eix nord-sud i a 182,8 m d'est a oest i que estava ple de falses portes i nínxols, de manera similar al mur de tancament de la piràmide esglaonada de Djoser.
La mateixa piràmide, que es troba al centre del complex, amb una longitud de base de 115 m, tenia només un nivell o mastaba i estava sense acabar. Durant la següent fase de l'excavació, Goneim va descobrir un passadís descendent cap al costat nord, que duia a una galeria bloquejada amb runa i maçoneria. Es va trobar una sèrie d'objectes durant l'excavació de la galeria, incloent-hi ossos d'animals, papirs en demòtic i atuells de pedra de la tercera dinastia. En un cofre de fusta malmès, es van descobrir diverses peces d'or, inclosos uns braçalets d'or, capses de cosmètics, granadures, i pots que tenien inscripcions amb el nom de Sekhemkhet.
Quan es va esbotzar la paret de tancament, el 31 de maig del 1954, es va descobrir una cambra funerària sense acabar i sense decoració. A dins, hi havia un sarcòfag d'alabastre d'un sol bloc amb una tapa vertical que semblava estar encara segellat. No obstant això, el 26 juny del 1954, després de grans dificultats per a desbloquejar i aixecar la tapa, el sarcòfag es va obrir i per a decepció de tots, estava buit.
Les crítiques a Goneim i el seu posterior suïcidi el 12 gener del 1959 diluïren l'interès en la piràmide i la investigació va quedar inconclusa.
El 1963, Jean-Philippe Lauer va reobrir l'excavació a causa de la possibilitat de trobar una tomba al sud i el seu desig de trobar la mòmia desapareguda. Lauer sí que va trobar una tomba parcialment destruïda, sota el costat sud, que en algun moment havia estat saquejada per lladres. Va trobar també un taüt de fusta amb les restes d'un nen de dos anys no identificat i fragments de fulles d'or.

## El complex

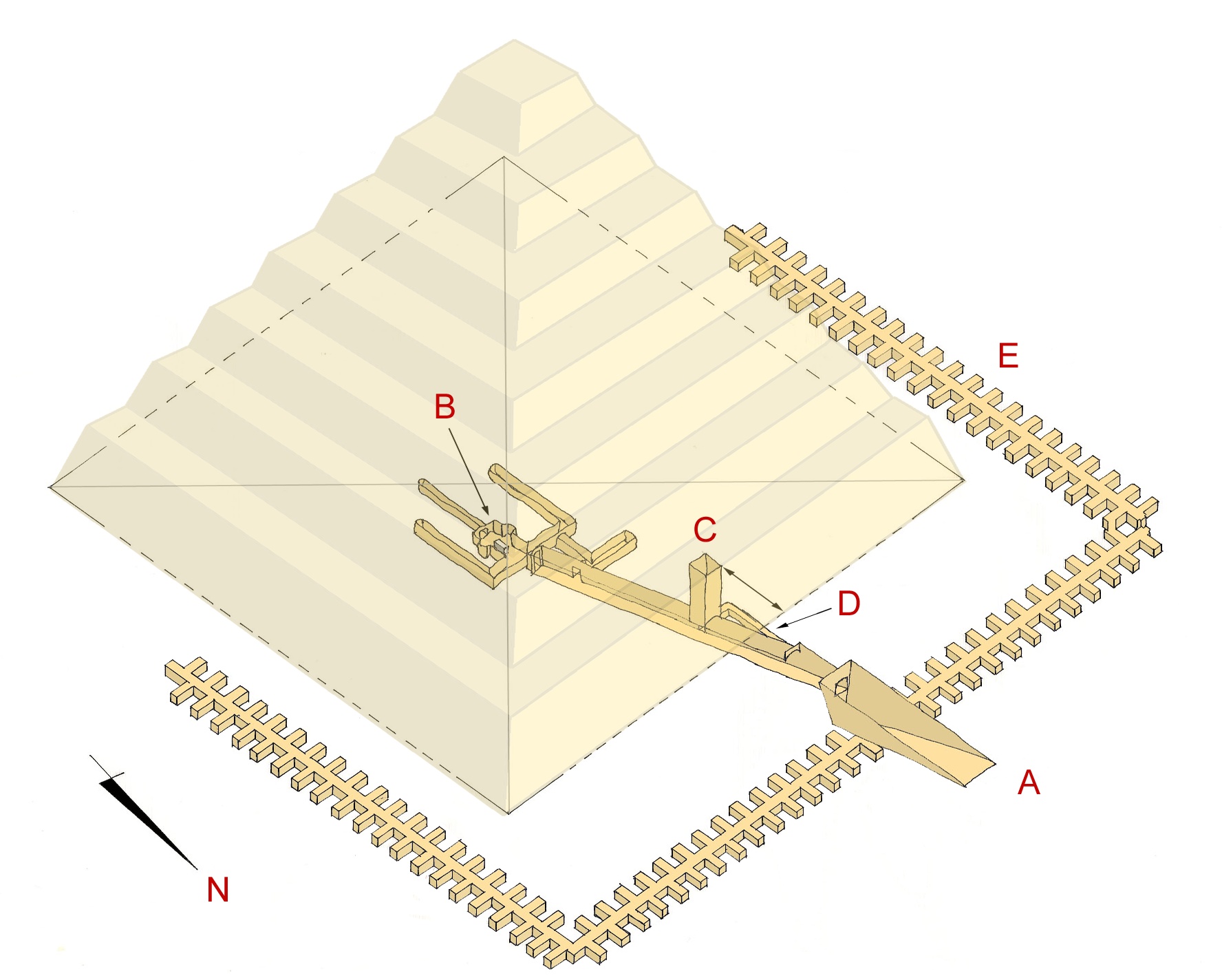
Esquema de la piràmide. Amb l'entrada (A), el passadís principal que acaba a la cambra funerària (B), el pou vertical (C) i el passadís inferior (D) que mena al passadís en forma d'U dels 136 nínxols (E)

El complex de la piràmide de Sekhemkhet va ser construït al sud-oest del de Djoser, a Saqqara, i inclou una piràmide, una estructura subterrània i un complex de necròpolis.
El nom Imhotep apareix en una secció del mur de tancament del complex. Tot i que el nom en si no conté títols i, per tant, no se sap si aquest és el mateix arquitecte que va dissenyar la piràmide esglaonada de Djoser, la línia de successió i unes característiques arquitectòniques similars suggereixen aquesta possibilitat.

### Piràmide
El nom antic de la piràmide de Sekhemkhet és desconegut, però col·loquialment es coneix com a piràmide enterrada a causa del seu caràcter inacabat, així com pel fet que fou desconeguda fins al seu descobriment el 1952, quan va ser trobada sota la sorra. El seu estat actual és més semblant a una mastaba, i només ateny 2,43 m d'alçada. Els fonaments de la piràmide recolzen sobre una superfície de roca irregular, cosa que portà els constructors a intentar anivellar el terreny amb l'edificació de terrasses, algunes de les quals arriben als deu metres d'alçària.
La piràmide estava pensada per a ser una piràmide esglaonada des de la seva concepció. Amb una base de 115 m de longitud, que suggereix que, si s'hagués completat, la superestructura seria més alta que la de la seva veïna, amb set esglaons que s'eleven fins als 70 m.
Atès que la piràmide quedà sense acabar, mai no va rebre la seva carcassa de pedra calcària, però la tècnica de construcció encara es pot entreveure: els blocs de pedra calcària s'inclinen cap a l'interior uns 15°, amb cursos inclinats de pedra col·locada en angle recte amb el pla inclinat.

### Subestructura
L'entrada a l'estructura subterrània es troba al nord. S'entra per un corredor estret que baixa al voltant de 60,96 m fins a trobar-se amb una cambra o pou vertical que comença al sostre del passadís i que s'endinsa en la superestructura. En aquest punt, un altre corredor baixa fins a un passadís inacabat que conté 136 galeries també inacabades (una mena de fornícules o nínxols). Aquest passadís forma una U al voltant de la base de la piràmide. Més enllà del pou vertical, a la banda dreta del corredor principal, apareix un passadís magatzem en forma de T i tot seguit un en forma d'U al final del corredor principal, just abans de l'entrada a la cambra funerària. Cap d'aquests passadissos es va acabar d'excavar.
La cambra funerària mesura de base 8,8 x 5,18 m i té una alçada de 4,5 m. També es va deixar sense acabar, tot i que contenia l'arranjament d'un enterrament complet. El sarcòfag, amb un disseny únic, és tallat a partir d'un sol bloc d'alabastre fi. Tenia una tapa que s'obria de forma vertical, com un rastell, i estava tancat i segellat amb morter quan es va trobar.

### Complex de la necròpolis
El complex està orientat amb un eix nord-sud, però amb una desviació precisa d'uns 11°.
Una característica notable d'aquest complex és una paret interna coneguda com a paret blanca, feta de pedra calcària coberta de rascats de paleta vermells i grafits.
No se sap si el complex de Sekhemkhet inclouria cap mena de temples funeraris i altres característiques que també es troben en el complex de Djoser. El seu estat inacabat planteja dificultats a tals conjectures.
Es desconeix on es troba l'entrada real al complex.

#### Tomba del sud
El 1963, J. P. Lauer va trobar, desplaçades del centre a l'eix oest de la piràmide i sota una estructura similar a una mastaba, amb unes dimensions de 32 x 16 m, les bases del que s'anomena la tomba Sud. És més a prop de la mateixa piràmide que en el conjunt del seu predecessor.
En la subestructura de la mastaba, arran d'un passadís al qual s'accedeix per un eix vertical, els arqueòlegs van desenterrar una cambra on van trobar un taüt de fusta amb les restes d'un nen no identificat de dos anys. La veritat és que el nen no és el mateix Sekhemkhe, ja que es representa com un adult en els relleus de Wadi Maghara al Sinaí. També es van trobar ossos d'animals, atuells de pedra i joies d'or de la tercera dinastia, així com les restes d'un robatori en la tomba.

#### Parets dels recinte
A les parets del recinte, hi havia nínxols similars als dels murs del complex de Djoser, i es van cobrir de pedra calcària de Tura que s'ha conservat a la primera paret del nord, tal com ho havien estat cobertes les de l'extensió. Les parets feien uns deu metres d'alçada. Les parets de l'extensió poden haver-se mantingut durant les primeres etapes de la construcció o quan la carcassa de pedra calcària de Tura va ser robada.

### General
- Zakaria Goneim:  Die verschollene Pyramide. 1955, Reedició 2006, ISBN 3-8334-6137-3 (alemany).
- Zakaria Goneim: The lost pyramid. Rinehart; Nova York; 1956 (és la mateixa obra que l'anterior, però en la seva versió anglesa).
- Jean-Philippe Lauer: Die Königsgräber von Memphis. Grabungen in Sakkara. Lübbe, Bergisch Gladbach 1988, ISBN 3-7857-0528-X (alemany).
- Miroslav Verner: Die Pyramiden. Rowohlt, Hamburg 1998, ISBN 3-499-60890-1, pàgs. 165–174 Die Stufenpyramide des Sechemchet. (alemany).
- Mark Lehner: Geheimnis der Pyramiden. Econ, Düsseldorf 1997, ISBN 3-572-01039-X, pàgs. 94–94. (alemany)
- Rainer Stadelmann: Die ägyptischen Pyramiden. Vom Ziegelbau zum Weltwunder. 3. Auf., Zabern, Mainz 1997, ISBN 3-8053-1142-7, pàgs. 71–75 (alemany).

### Publicacions de l'excavació
- Mohammed Zakaria Goneim: Horus Sekhem-Khet, The Unfinished Step Pyramid at Sakkara I. a: Excavations at Sakara 23, El Caire, 1957.
- Jean-Philippe Lauer: Découverte du tombeau sud de l'Horus Sekhemkhet dans son complexe funéraire à Saqqarah. a:  Revue de l'égyptologie (RdE) 20, 1968.